# 1962年臺灣
|        | 臺灣歷史 \| 台灣歷史年表 |
| 世纪： | 19世纪臺灣 \| 20世纪臺灣 \| 21世纪臺灣 |
| 年代： | 1930年代臺灣 \| 1940年代臺灣 \| 1950年代臺灣 \| 1960年代臺灣 \| 1970年代臺灣 \| 1980年代臺灣 \| 1990年代臺灣                                           |
| 年份： | 1957年臺灣 \| 1958年臺灣 \| 1959年臺灣 \| 1960年臺灣 \| 1961年臺灣 \| 1962年臺灣 \| 1963年臺灣 \| 1964年臺灣 \| 1965年臺灣 \| 1966年臺灣 \| 1967年臺灣 |
| 纪年： | 壬寅年（虎年）、中華民國51年 |

## 政府

### 國家正副元首

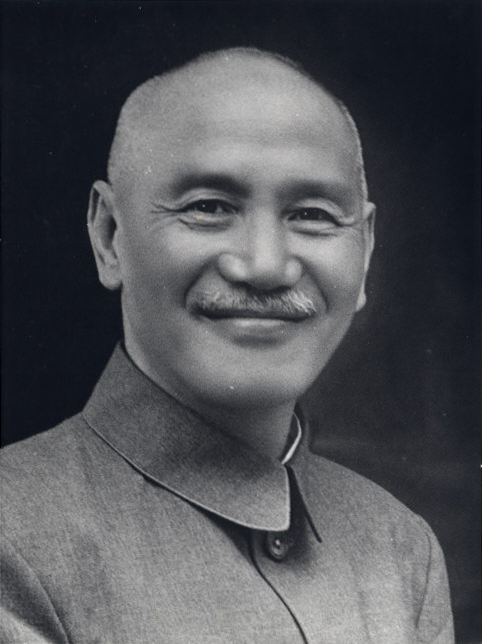
總統：蔣中正
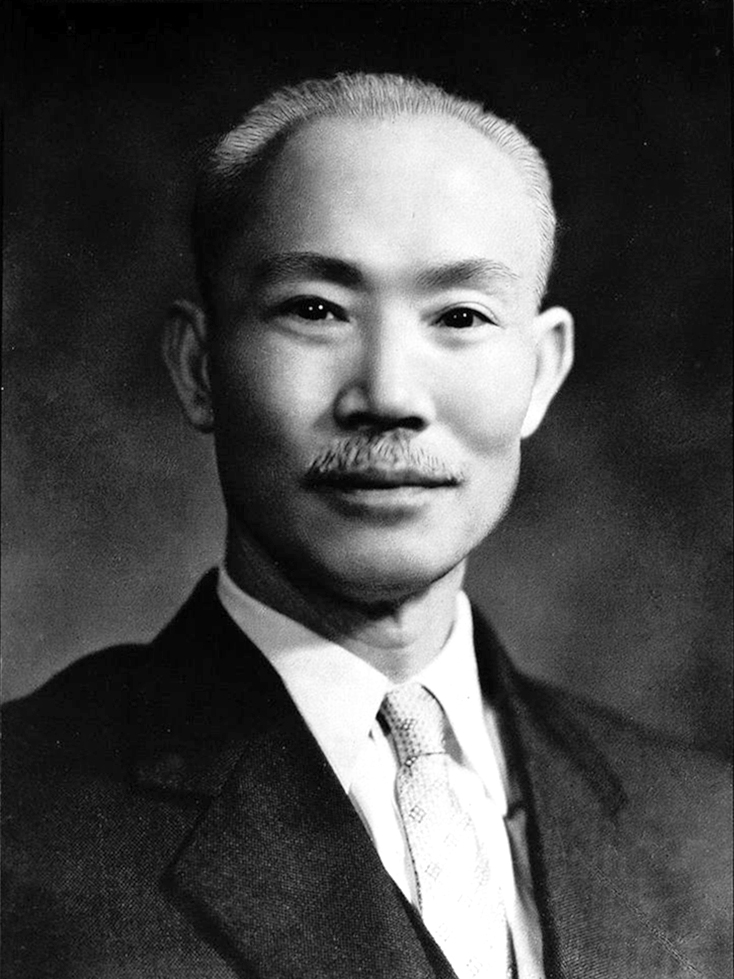
副總統：陳誠

### 五院首長

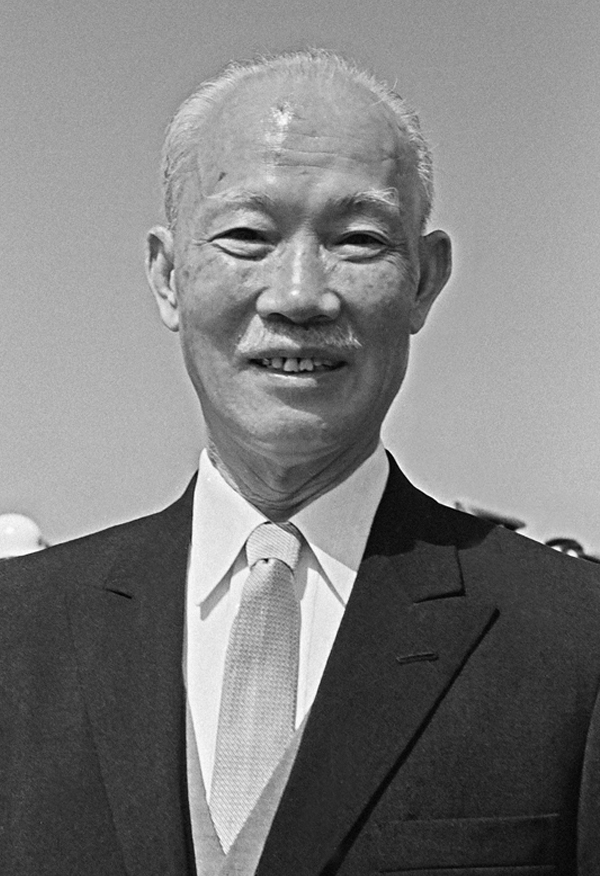
行政院院長：陳誠（副總統兼任）
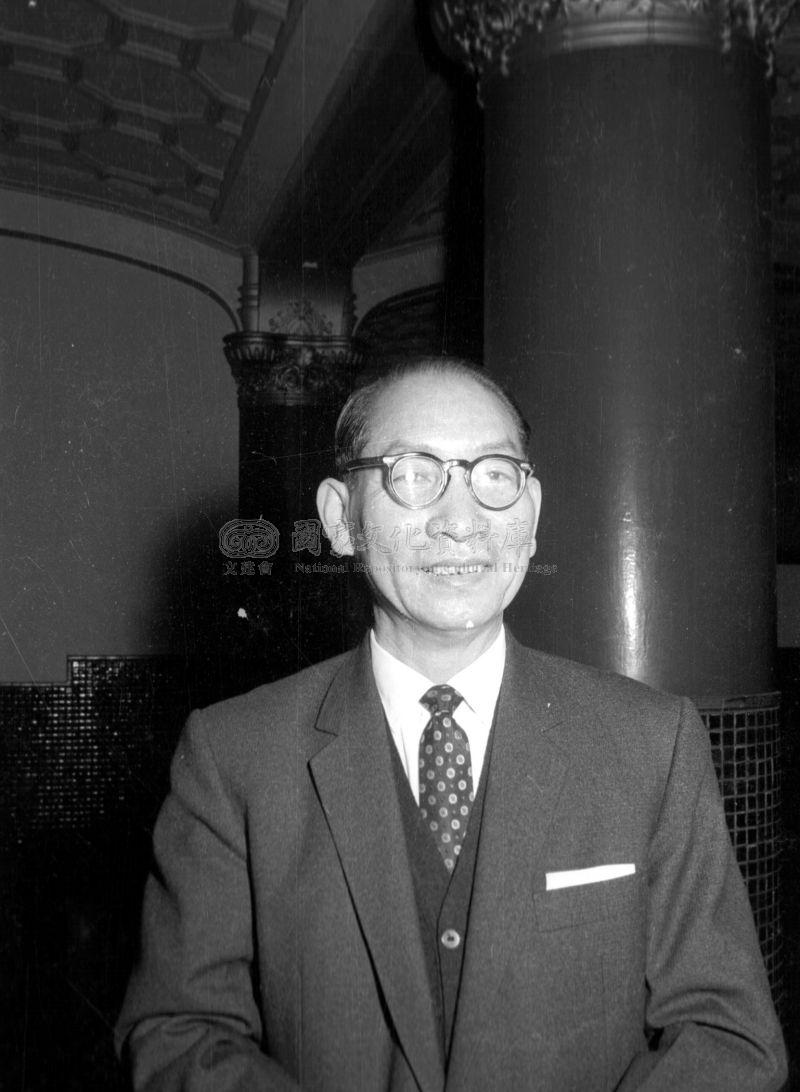
立法院院長：黃國書
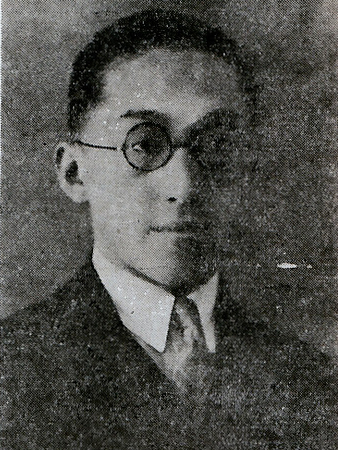
司法院院長：謝冠生
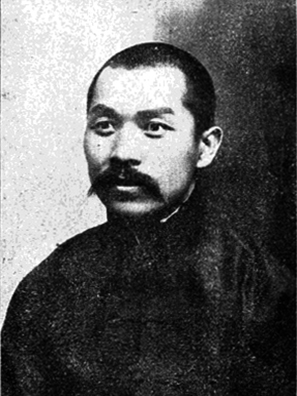
考試院院長：莫德惠
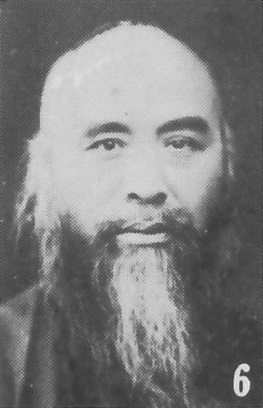
監察院院長：于右任

### 省政府主席

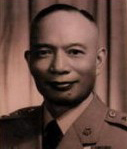
臺灣省政府主席：黃杰
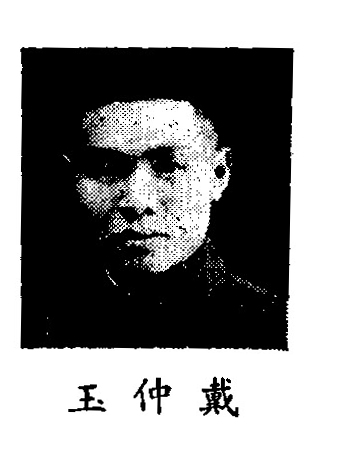
福建省政府主席：戴仲玉

### 成員變動

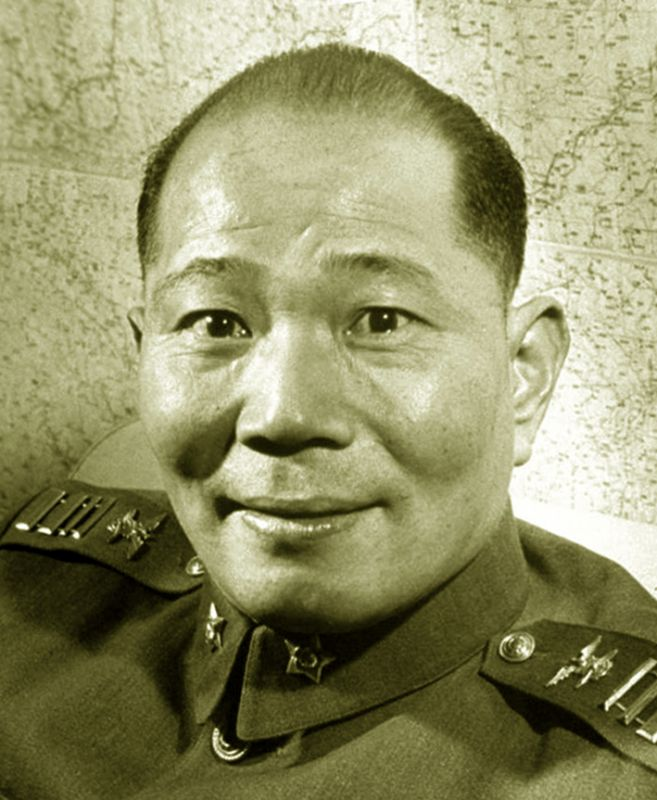
臺灣省政府主席：周至柔（轉任總統府參軍長）

## 大事記

### 1月
- 1月1日——第四屆亞洲棒球錦標賽在台北舉行，為台灣首次承辦國際棒球正式比賽；全國首屆工業產品展覽會在台北揭幕[1]:676。
- 1月11日——美國國際開發署新任署長韓密爾頓（Fowler Hamilton）訪臺（1月13日，離臺，稱讚中華民國使用美援成效很大。）[1]:676。
- 1月12日——駐美大使兼駐聯合國常任代表蔣廷黻呈遞到任國書（7月29日，免兼職。1965年5月4日，免職。）[1]:676。
- 1月13日——空軍成立第三十五中隊，使用美國提供U2高空偵察機，執行飛行偵察任務（1960年，國防會議副秘書長蔣經國負責「快刀計畫」。1962年9月9日，陳懷駕機於南昌上空被中共飛彈擊中墜毀。1974年，任務結束，共折損U2飛機8架，10人殉職。）[1]:676。
- 1月19日——美國國際開發署援華公署宣布：依糧食和平計畫，以新臺幣1億元農產品援臺[1]:676。
- 1月26日——特任王叔銘為聯合國軍事代表團首席代表[1]:676。

### 2月
- 2月9日——中華民國駐寮國领事馆升格为总领事馆。
- 2月12日——美國太平洋陸軍總司令柯林斯（J. F. Collins）第三度訪臺（1961年5月12日、7月19日，兩次訪臺。）[1]:677。
- 2月14日——總統府戰略顧問胡宗南病逝（浙江鎮海人，參加抗日及剿共等戰役，晉升為上將。抵臺後任總統府戰略顧問、澎湖防衛司令等職。）[1]:677。
- 2月22日——國防部宣布成立戰地政務局[1]:677。
- 2月24日——中央研究院院長胡適病逝（安徽績溪人，倡導文學革命，引發新文化運動，服膺杜威實驗主義哲學，畢生宣掦自由主義思想。）[1]:677。

### 3月
- 《新文藝》雜誌創刊；張其昀創辦私立中國文化學院[1]:678。
- 3月1日——臺灣警備總司令部宣布，3月1日起至4月30日止，進行「反共自覺運動」；美軍協防臺灣司令部司令由美國海軍第一艦隊（英语：United States First Fleet）司令梅爾遜（英语：Charles M. Melson）海軍中將繼任[1]:677。
- 3月3日——中共人民解放軍空軍飛行員劉承司駕駛米格十五型噴射戰鬥機投奔臺灣[1]:677。
- 3月8日——臺、美海軍在臺灣南部海面聯合舉行2天偵潛演習；美國國防部發表12年來對外軍援計畫報告，臺灣得22億美元[1]:677。
- 3月14日——美國國務院遠東事務助理國務卿威廉·埃夫里爾·哈里曼訪臺，勸阻蔣中正反攻大陸（3月15日，離臺。）[1]:678。
- 3月20日——中華民國因不滿美國總統甘迺迪宣布琉球群島為日本領土，重申對琉球問題立場[1]:678。
- 3月22日——國防部發布實施「戒嚴時期臺灣省區各機關及人民申請進出海岸及重要軍事設施地區辦法」，以確保海防安全[1]:678。
- 3月24日——外匯貿易審議委員會訂定「國外交運美援物資辦法」，統合國外供應商交運美援物資[1]:678。
- 3月26日——臺灣省政府採購日本化學肥料30萬噸簽約[1]:678。
- 3月30日——美國參謀長聯席會議主席李尼茲陸軍上將訪臺（3月31日，與蔣中正就東南亞情勢交換意見後離臺。）[1]:678。
- 3月31日——行政院成立經濟動員計畫委員會，王雲五任主任委員[1]:678。

### 4月
- 4月1日——臺北縣三重鎮升格為三重市[2]:486。
- 4月6日——外匯貿易審議委員會通過「對美棉紡織品輸出限制辦法」[1]:678。
- 4月9日——行政院核定「促進機械工業推行方案」，推動民用工業向基本工業移轉[1]:678。
- 4月12日——美國陸軍部長史塔爾（Elvis J. Starr, Jr.）訪臺[1]:679。
- 4月27日——臺、美簽訂農產品協定，向美國購買總值300萬美元棉花（5月25日，農產品修正協定換文生效；6月9日，增訂換文生效，採購總額增至1,555萬元。）[1]:679。
- 4月28日——特任王世杰為中央研究院院長[1]:679；台灣電視公司成立。
- 4月30日——公布「國防臨時特別捐徵收條例」（5月1日，開徵國防臨時特別捐。1963年7月1日，停徵。）[1]:679。

### 5月
- 5月2日——外匯貿易審議委員會核准臺灣中國旅行社與美國鐵路捷運公司聯合辦理臺、美間貨物聯運[1]:679。
- 5月3日——美國移交海軍登陸艦一艘，定名「美樂號」[1]:679。
- 5月16日——與寮國建交，並於永珍設大使館（6月28日，任命杭立武兼駐寮大使；7月4日，伏拉旺（Ou Voravong）任寮國首任駐台大使；7月5日，中寮航空協定簽訂生效；8月3日，外交部聲明絕不接受寮國「兩個中國」安排；9月7日，寮國與中共建交；9月12日，駐寮大使館關閉。）[1]:679。但是遭到了政府内部梭发那·富马亲王的抵制。
- 5月17日——花蓮機場拓建完成，正式啟用[1]:679。
- 5月18日——美國任命柯克（Alan G. Kirk）為駐臺大使[1]:680。
- 5月19日——清華大學校長梅貽琦病逝（天津市人，曾任清華大學校長、教育部長、中央研究院院士等職。）[1]:680。
- 5月22日——行政院成立「大陸逃港難胞專案小組」（5月，中國大陸難民潮湧入香港；6月25日，首批逃港難胞300餘人抵臺。）[1]:680。
- 5月25日——公布「戡亂時期罰金罰鍰裁判費執行費公證費提高標準條例」；臺灣產品陳列室在香港揭幕[1]:680。
- 5月28日——美國太平洋艦隊總司令賽茲（John H. Sides）訪臺[1]:680。

### 6月
- 6月1日——外匯貿易審議委員會主任委員尹仲容拜會日本首相池田勇人，籲請平衡臺、日貿易；劉紹唐創辦《傳記文學》月刊；空軍飛行學校在高雄岡山成立[1]:680。
- 6月4日——美國國際開發署主管遠東事務助理署長詹諾（Seymour J. Janow）訪臺，協商美援計畫（6月5日，與財經首長商討美援問題；6月6日，離臺。）[1]:680。
- 6月7日——美國下年度對遠東軍援，臺灣所獲款額居第二位[1]:680。
- 6月12日——行政院頒布「對外投資辦法」[1]:680。
- 6月15日——美援運用委員會發布：1962年會計年度獲美援7,990萬美元[1]:680。
- 6月27日——美國總統甘迺迪重申，如為防禦臺、澎所必需，將採取行動，防禦金門、馬祖[1]:681。
- 6月29日——臺、美簽訂合約，由美國際開發總署貸款520萬美元協助臺灣擴裝自動電話設備[1]:681。

### 7月
- 施明德兄弟等軍官學生30餘人因被指涉入「臺灣獨立聯盟案」，被捕[1]:682。
- 7月3日——日本禁止輸入臺灣香蕉（8月7日，臺灣對日本因防止霍亂而停止臺蕉輸入表示抗議。）[1]:681。
- 7月5日——駐臺美援公署署長由白慎士（Howard L. Parsons）繼任（8月20日，抵臺；1965年2月5日，卸任離臺。）[1]:681。
- 7月6日——經濟部認可日本投資臺灣松下電器公司[1]:681。
- 7月26日——美國海軍軍令部長安德遜（George W. Anderson Jr）訪臺，與軍方首長會商臺海情勢（7月27日，離臺。）[1]:681。
- 7月28日——教育部決定成立僑生大學先修班（1968年3月11日，擴大僑生大學先修班，容納港澳僑生升學。）[1]:681。
- 7月29日——特任劉鍇為駐聯合國常任代表，蔣廷黻專任駐美大使（8月3日，劉鍇呈遞到任國書。）[1]:682。

### 8月
- 8月1日——美援運用委員會懷特工程顧問公司改為美援工程顧問公司[1]:682。
- 8月12日——何應欽以特使身分訪問韓國，參加大韓民國獨立慶典[3]。
- 8月20日——桑鵬（Kenneth O. Sanborn）任美軍援華顧問團團長（1965年8月18日，卸任。）[1]:682。
- 8月31日——外交部長沈昌煥與美國駐臺大使柯克簽訂840萬美元之農產品協定（1963年1月15日，換文。）[1]:682。

### 9月
- 9月7日——美國總統軍事特別助理泰勒（Rufus L. Taylor）訪臺（9月9日，離臺。）[1]:682。
- 9月9日——陳懷生中校駕駛編號「378」的U-2C在桃園機場起飛，前往執行西安偵察任務，在江西省南昌被解放軍空軍以SA-2防空导彈擊落身亡。
- 9月17日——行政院新聞局舉辦首屆國語片展覽與金馬獎頒獎典禮[1]:682。
- 9月20日——美國移贈海軍登陸艦「美樂」號抵海軍基地，編入戰鬥序列[1]:682。
- 本月警备总司令部军事法庭分三批起诉台湾独立联盟案25名主要嫌犯，宋景松因是再犯，被首批起诉，判处死刑。头目陈三兴、施明德被判无期徒刑，其他人被判处2年至15年的有期徒刑。宋景松是第一个被中华民国处决的台独人士[4]。

### 10月
- 10月10日——蔣中正發表四項原則與十大約章，號召中共官兵起義[1]:683；台視開播，由第一夫人宋美齡親自按鈕主持，台灣自此進入電視時代。
- 10月23日——特任周書楷為駐西班牙大使[1]:683。
- 10月29日——外交部聲明：對中共與印度邊界衝突中之麥克馬洪線不予承認[1]:683。
- 10月30日——聯合國第十七屆大會以56票對42票，12票棄權，否決蘇聯所提准許中共進入聯合國及排斥中華民國之議案[1]:683。

### 11月
- 11月3日——監察院長于右任主持監察院總檢討會中，勉善用監察制度[1]:683。
- 11月10日——美國商務部長何其茲（Luther H. Hodzes）訪臺，商談臺灣紡織品輸美問題；中華民國新聞編輯人協會成立[1]:683。
- 11月12日——中國國民黨第八屆中央委員會第五次全體會議，中央評議委員會第七次會議揭幕（11月14日，通過「光復大陸指導綱領」。）[1]:683。
- 11月14日——臺、美軍方簽訂軍事研究發展資料交換協定；日本眾議院議長清瀨一郎訪臺3天[1]:683。
- 11月19日——與美國簽訂3年農產品協定，美方售予臺灣5,000萬美元農產品[1]:683。
- 11月22日——任命黃杰為臺灣省政府主席，周至柔為總統府參軍長，陳大慶為臺灣警備總司令，高信為僑務委員會委員長；臺、韓貿易會議在臺北揭幕（12月1日，閉幕，簽署同意會議紀錄。）[1]:683。
- 11月25日——木村四郎七繼井口貞夫出任日本駐臺大使[1]:684。

### 12月
- 12月7日——新任美國海軍第七艦隊司令穆勒（Thomas H. Moorer）訪臺[1]:684。
- 12月12日——美國空軍部長儲克特（Eugene M. Zuckert）訪臺（12月13日，宣布以最新式之F-104G型噴射戰鬥機移交空軍使用。）[1]:684。
- 12月15日——美國撥予中華民國陸軍蒼鷹飛彈（1964年4月10日，將新型鷹式地對空飛彈撥予陸軍。）[1]:684。
- 12月18日——特任徐淑希為駐加拿大大使[1]:684。
- 12月28日——臺灣與巴西簽訂「中、巴貿易協定」[1]:684。

## 出生
参见： 1962年出生
- 1月2日——張見發：棒球選手。
- 1月6日——
  - 葉竹林：政治人物，曾任馬公市市長、澎湖縣議員。
  - 吳復連：棒球教練。
- 1月13日——劉義傳：棒球選手。
- 1月20日——蕭文福：書店業者，是阿福的書店創辦人。
- 1月22日——謝長亨：棒球教練。
- 1月27日——賴勁麟：政治人物，是賴品妤之父。
- 1月28日——
  - 吳若權，作家、主持人。
  - 王道南：演員、導演。
  - 林恊松：政治人物，曾任屏東市市長。
- 1月29日——
  - 呂秀齡：演員、琵琶演奏家。
  - 范可欽：主持人、廣告創意總監。
- 2月3日——王順坪：漫畫家。
- 2月8日——辛曉琪：歌手，是辛鳴皋之女。
- 2月10日——施義芳：政治人物、土木工程師。
- 2月14日——馬景濤：演員。
- 2月19日——張清堂：政治人物。
- 2月20日——楊翠：文學家，是楊逵孫女。
- 2月22日——林聰賢，政治人物。曾任宜蘭縣縣長、農委會主委。
- 2月27日——林燿德：作家。
- 2月28日——曾智勇：政治人物。
- 3月1日——
  - 蔡康永，節目主持人、作家。
  - 郭新政：企業家。
- 3月3日——李永豐，劇場演員、編劇、導演。現任紙風車文教基金會執行長。
- 3月11日——周顯宗：漫畫家。
- 3月17日——
  - 伍玉龍：登山家。
  - 孫繼正：企業家。
  - 林錫山：政治人物。
- 3月20日——
  - 郭泰源，棒球選手。曾任職日本職棒西武獅隊擔任投手、統一7-ELEVEn獅隊總教練。
  - 黃文山：爬蟲學家。
- 3月22日——樓學賢：演員。
- 3月29日——
  - 蔡淑媖：作家。
  - 廖勝文：漆藝家。
- 4月6日——陳勝騏：棒球選手，是陳肇福之弟。
- 4月13日——
  - 黃仁：政治人物。
  - 李志榮：水果攤商。
- 4月21日——狄鶯，演員。代表作《菅芒花的春天》。
- 4月25日——吳志揚：數學家，曾任國立中正大學校長、元智大學校長。
- 4月29日——柯志恩：政治人物、諮商心理學家。
- 5月5日——李世斌：政治人物。
- 5月6日——胡銘福：桌球運動員。
- 5月7日——陳秀惠：政治人物。
- 5月8日——傅崐萁，政治人物。曾任立法委員、花蓮縣縣長。
- 5月10日——劉得金：軍事人物。
- 5月13日——楊長政：軍事人物。
- 5月16日——陳執信：棒球選手，現被終身禁賽。
- 5月30日——王清欉：棒球選手。
- 6月3日——紀寶如：演員，是余龍遺孀、紀麗如之姊。
- 6月7日——林慧如：政治人物，現任古坑鄉鄉長。
- 6月10日——水蛙師：廚師。
- 6月15日——郭添財，學者、政治人物。曾任立法委員，現任台灣首府大學教育研究所所長。
- 6月16日——陳慧玲：政治人物。
- 6月21日——陳玉勳，導演。
- 6月22日——陳樂融：作詞家。
- 6月24日——徐景文：政治人物。
- 6月29日——賴賢宗：哲學家。
- 7月1日——吳貴臨：象棋棋手。
- 7月6日——焦志方：主持人。
- 7月13日——楊少文：演員、配音員，是楊震之父。
- 7月17日——楊文欣：政治人物，是楊天發之子。
- 7月19日——
  - 傅娟：演員、主持人，是歐陽龍之妻。
  - 許效舜：諧星、演員、主持人。
- 7月20日——蔣黎麗：演員。
- 7月27日——史亞平：政治人物，現任駐汶萊代表，曾任中華民國外交部常務次長。
- 7月29日——潘麗麗：演員、主持人。
- 8月2日——楊石城：政治人物。
- 8月4日——黃文豪：演員。
- 8月6日——王麗萍：政治人物。
- 8月10日——江志銘：政治人物。
- 8月12日——連建興：畫家。
- 8月15日——陳美貞：配音員。
- 8月22日——李建昌：政治人物。
- 8月27日——鍾小平，政治人物。現任臺北市議員。
- 9月1日——江蕙，台語歌手。
- 9月4日——
  - 姚立德：政治人物、電機工程學家，曾任中華民國教育部政務次長、國立臺北科技大學校長。
  - 劉朝惠：相撲力士。
- 9月7日——劉士州：政治人物。
- 9月14日——郭東修：禮儀師。
- 9月15日——周威佑：政治人物。
- 9月18日——褚春來：政治人物，是唯一曾任蘆竹市市長，現任桃園市議員。
- 9月19日——
  - 吳介民：政治學家。
  - 吳俊達：棒球選手。
- 9月26日——吳宗憲，歌手、節目主持人。曾主持《我猜我猜我猜猜猜》、《綜藝玩很大》。
- 9月28日——黃昭元：大法官。
- 10月8日——
  - 戴遐齡，政治人物。曾任行政院體育委員會主任委員。
  - 張淑娟：畫家、主持人、空服員，曾獲得中華民國小姐冠軍。
- 10月10日——
  - 庹宗華：演員，是庹宗康之兄。
  - 阿推：漫畫家。
  - 林國榮：音樂製作人。
  - 王政中：政治人物。
- 10月12日——陳歐珀：政治人物。
- 10月17日——
  - 游耀光：演員。
  - 邱淑媞：政治人物、醫師，曾任國民健康署署長、台北市衛生局局長。
- 10月20日——王傑：歌手、演員，是王俠之子，為香港出道並發展的台灣藝人。
- 10月25日——利菁：主持人。
- 11月1日——林黛嫚：作家。
- 11月3日——凌蕙蕙：畫家，曾獲得中華民國小姐冠軍。
- 11月6日——粟奕倩：主持人。
- 11月8日——
  - 倪淑君：演員。
  - 黃國倫：主持人、作曲家、音樂製作人，是寇乃馨之夫。
- 11月11日——
  - 趙家蓉：演員、幕僚，曾任王育誠議員助理、蔡正元立委助理。
  - 賴穎鋌：政治人物。
- 11月13日——黃平洋：棒球選手。
- 11月15日——劉文亮：戲曲樂師。
- 11月22日——
  - 柯承亨，政治人物、情治人員。曾任立委陳水扁國會助理、國防部軍政副部長，現任國安局副局長。
  - 蔣孝剛：律師，是蔣緯國之子、蔣介石之孫，現移居美國紐約。
- 11月23日——林晏如：歌手。
- 11月25日——
  - 陸淑美：政治人物。
  - 盧逸峰：政治人物。
  - 甘榮益：羽球教練。
- 11月28日——潘文忠：政治人物，現任中華民國教育部部長。
- 11月29日——邱莉莉：政治人物，現任台南市議會議長。
- 11月30日——呂文生：棒球教練。
- 12月2日——林文鈞：演員。
- 12月6日——黃永昌：政治人物。
- 12月8日——黃安：歌手、演員、主持人。
- 12月14日——翁家明，演員。代表作《台灣廖添丁》。
- 12月21日——張啟楷：記者、主持人。

## 逝世
- 2月14日——胡宗南，總統府戰略顧問。（生於1896年）
- 2月24日——胡適，教育家、思想家。（生於1891年）